# Prix Noma de publication en Afrique
Le prix Noma de publication en Afrique est un prix littéraire japonais décerné de 1979 à 2009.
Le prix Noma de publication en Afrique a été créé en 1979 par Shōichi Noma, président de la maison d'édition japonaise Kōdansha. Doté de 10 000 dollars américains, il a récompensé des écrivains et des universitaires africains de 1980 à 2009. Le prix était décerné dans l'une des trois catégories suivantes : travaux scientifiques ou universitaires, littérature jeunesse, littérature générale.
Les ouvrages soumis au jury pouvaient être rédigés soit dans une langue africaine, soit dans une langue européenne.
La dernière lauréate fut la Nigériane Sefi Atta en 2009.

## Liste des lauréats
- 1980 : Mariama Bâ (Sénégal), Une si longue lettre (roman)
- 1981 : Felix C. Adi (Nigeria), Health Education for the Community
- 1982 : Meshack Asare (Ghana), The Brassman’s Secret (littérature jeunesse)
- 1983 : Austin N.E. Amissah (Ghana), Criminal Procedure in Ghana
- 1984 : (ex æquo) Gakaara wa Wanjau (Kenya), Mesandiki wa Mau Mau Ithaamirio-in (Souvenirs de prison) et Njabulo Ndebele (Afrique du Sud), Fools and other stories (nouvelles)
- 1985 : Bernard Nanga (Cameroun), La Trahison de Marianne, Nouvelles Éditions africaines, Dakar 1984 (roman)
- 1986 : António Jacinto (Angola), Sobreviver em Tarrafal de Santiago (poésie)
- 1987 : Pierre Kipré (Côte d'Ivoire), Villes de Côte d’Ivoire (1893–1940)
- 1988 : Luli Callinicos (Afrique du Sud), Working Life. Factories, Townships, and Popular Culture on the Rand (1886–1940)
- 1989 : Chenjerai Hove (Zimbabwe), Bones (roman), 1990
- 1990 : Francis Wilson et Mamphela Ramphele (Afrique du Sud), Uprooting Poverty: The South African Challenge
- 1991 : Niyi Osundare (Nigeria), Waiting Laughters (poésie)
- 1992 : (ex æquo) Souad Khodja (Algérie), A comme Algériennes et Charles Mungoshi (Zimbabwe) One Day, Long Ago. More Stories from a Shona Childhood (littérature jeunesse)
- 1993 : Mongane Wally Serote (Afrique du Sud), Third World Express (poésie)
- 1994 : A Modern Economic History of Africa. Volume 1: The Nineteenth Century, CODESRIA, Dakar 1993
- 1995 : Marlene van Niekerk (Afrique du Sud), Triomf (roman)
- 1996 : Kitia Touré (Côte d'Ivoire), Destins parallèles (roman)
- 1997 : Albert Adu Boahen (Ghana), Mfantsipim and the Making of Ghana: A Centenary History (1876–1976)
- 1998 : Peter Adwok Nyaba (Soudan), The Politics of Liberation in South Sudan: An Insider’s View
- 1999 : Djibril Samb (Sénégal), L’Interprétation des rêves dans la région sénégambienne
- 2000 : Kimani Njogu et Rocha Chimera (Kenya), Ufundishaji wa Fasihi: Nadharia na Mbinu
- 2001 : Abosede Emanuel (Nigeria), Odun Ifa (Festival d'Ifa)
- 2002 : Hamdi Sakkut (Égypte), The Arabic Novel: Bibliography and Critical Introduction (1865–1995)
- 2003 : Elinor Sisulu (Afrique du Sud), Walter and Albertina Sisulu. In Our Lifetime (biographie)
- En 2004, le jury décide de ne pas attribuer le prix, mais décerne une mention spéciale à quatre ouvrages :
  - Njabulo Ndebele (Afrique du Sud), The Cry of Winnie Mandela (roman)
  - Brett Bailey (Afrique du Sud), The Plays of Miracle and Wonder (théâtre)
  - Tunde Lawal-Solarin (Nigeria), Lanre and the Queen of the Stream (Littérature jeunesse)
  - Adeboye Babalola et Olugboyega Alaba (Nigeria), A Dictionary of Yoruba Personal Names
- 2005 : Werewere-Liking Gnepo (Cameroun), La mémoire amputée (roman)
- 2006 : Lebo Mashile (Afrique du Sud), In a Ribbon of Rhythm (poésie)
- 2007 : Shimmer Chinodya (Zimbabwe), Strife (roman)
- 2008 : Zachariah Rapola (Afrique du Sud), Beginnings of a Dream (nouvelles)
- 2009 : Sefi Atta (Nigeria), Lawless and Other Stories (nouvelles)